# Portée visuelle de piste
La portée visuelle de piste (en anglais RVR, runway visual range) est la distance sur laquelle le pilote d'un aéronef sur l'axe de la piste peut voir les marques  délimitant la piste ou identifiant sa ligne médiane. Elle est normalement exprimée en pieds ou en mètres et est utilisée pour déterminer les conditions d'atterrissage et de décollage d'un avion, ainsi que le type d'aides visuelles opérationnelles utilisées à l'aéroport.
La mesure de celle-ci peut être donnée par un observateur au sol, mais s'effectue le plus souvent grâce à des appareils appelés diffusomètres, unités intégrées installées à un endroit critique le long de la piste, ou des transmissiomètres qui sont installés normalement à trois endroits stratégiques le long de la piste, un à chaque extrémité et le dernier au milieu.

## Description
La portée visuelle de piste (RVR ou PVP) est la distance jusqu'à laquelle le pilote d'un aéronef placé sur l'axe de la piste peut voir les marques ou les feux qui délimitent la piste ou qui balisent son axe. Elle peut donc varier de la visibilité générale notée dans une région car elle s'applique dans une direction et à un endroit particulier. Cette portée visuelle peut être réduite par un ensemble d'obstructions dont les précipitations, la fumée, la brume, le brouillard, la poussière ou la neige au sol soulevées par le vent et le smog.
Elle est mesurée en pieds ou en mètres, selon le pays, et est incluse dans les METAR avec des graduations qui vont varier selon la gamme de distance,. Par exemple en Europe, le code est un multiple de 25 mètres quand la visibilité est de moins de 400 mètres, un multiple de 50 mètres avec une visibilité entre 400 et 800 m, et un multiple de 100 mètres au-delà de 800 m. Aux États-Unis, le code est par multiples de 100 pieds (30 m) de visibilité nulle à 800 pieds (244 m), puis par multiples de 200 pieds (61 m) jusqu'à 3 000 pieds (914 m) et finalement par multiples de 500 pieds (152 m) jusqu'à 6 500 pieds (1 981 m).

## Mesure
À l'origine, la PVP était mesurée par une personne, soit en observant les feux de piste depuis le toit d'un véhicule stationné sur le seuil de piste, soit en observant des feux de piste angulaires spéciaux depuis une tour d'un côté de la piste. Le nombre de lumières visibles pouvait alors être converti en une distance. Ceci est connu comme la méthode de l'observateur humain. La nuit, des lunettes d'obscurité sont utilisées pour adapter la vision de l'observateur à la faible luminosité extérieure avant de sortir de la station.
Le plus souvent, ce sont maintenant des appareils automatisés de mesure de la visibilité qui sont utilisés : 
- Le transmissiomètre émet un faisceau lumineux étroit en direction d’un récepteur dont on mesure l’affaiblissement au cours du trajet. En déterminant le coefficient d’atténuation de l’atmosphère, l'appareil peut donner la visibilité horizontale dans l'espace entre l'émetteur et le récepteur[6]. Cette mesure n'est valide que pour l'espace entre l'émetteur et le récepteur à un moment donné mais si on la prend sur une certaine période de temps, sa moyenne peut être étendue à la région d'intérêt.

- Le diffusomètre optique est un appareil qui consiste en un émetteur lumineux (lampe) et d'un récepteur. Les deux sont placés à un angle ajustable mais généralement autour de 35° de l'horizontale, pointant vers une direction commune[7]. Le coefficient d'extinction de l'onde émise est mesuré à partir de la diffusion latérale sur des particules dans l'air, telles la brume, qui se trouve entre l'émetteur et le récepteur. Le principal défaut de la mesure par cet instrument est qu'elle est faite dans un petit volume d'atmosphère, pas toujours représentatif de la visibilité générale[8].

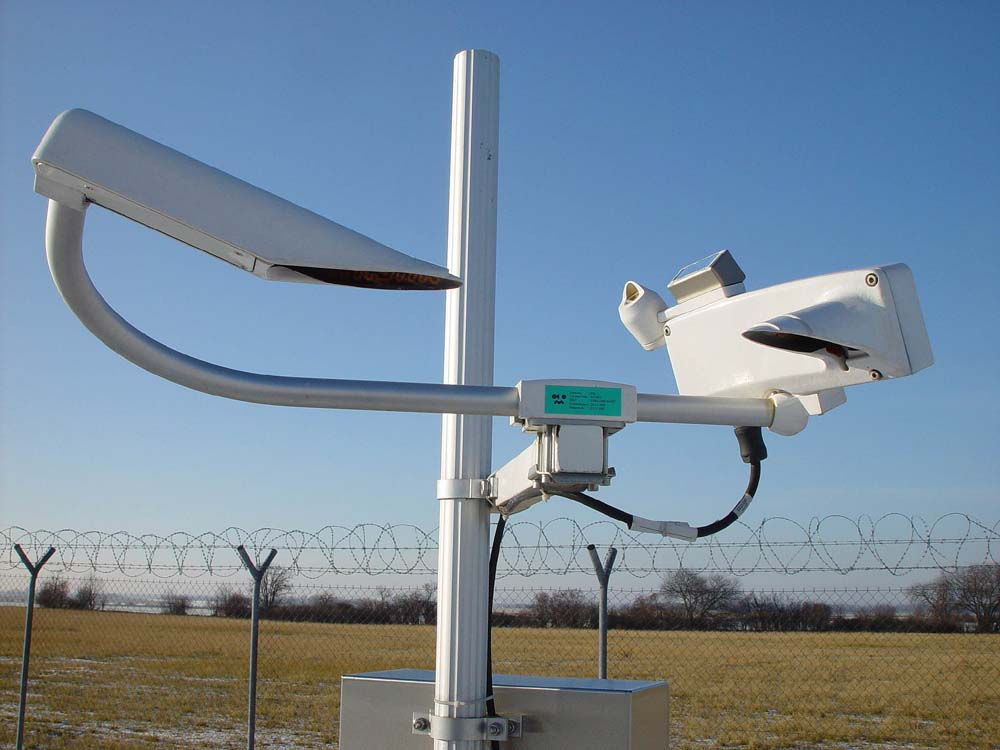
Diffusomètre.
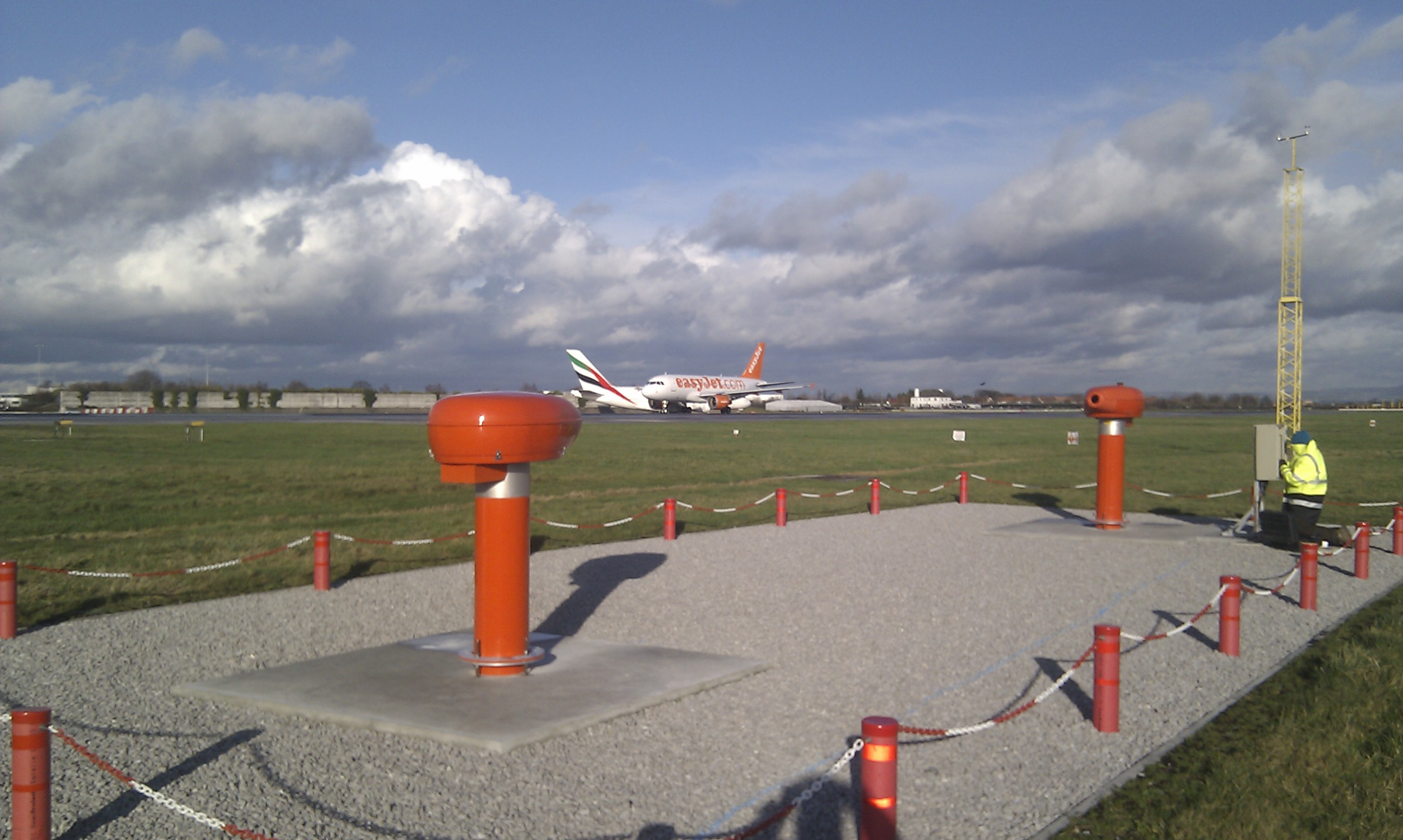
Transmissiomètre.

Chaque système automatique de PVP comprend aussi un capteur de lumière ambiante et un moniteur d'intensité lumineuse de piste pour normaliser les résultats selon l'heure de la journée (nuit versus jour), ainsi qu'une unité de traitement des données et d'affichage,. Le PVP s'interface avec le système automatisé de la station météorologique automatique de l'aéroport, le système de gestion du trafic aérien et le système de traitement de la maintenance.

## Usage

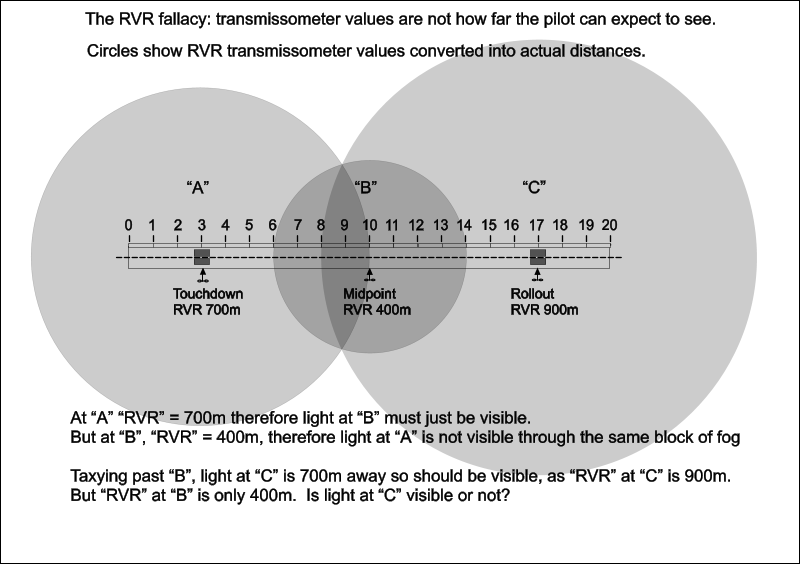
Diagramme montrant la variabilité de la PVP le long d'une piste d'atterrissage.

La PVP est utilisée comme l'un des principaux critères de décision entre l'approche à vue et celle aux instruments qu'un pilote doit prendre avant de faire l'atterrissage. Elle est fournie dans les rapports METAR transmis par les contrôleurs aériens aux aéronefs effectuant des approches pour permettre aux pilotes d'évaluer s'il est prudent et légal de poursuivre la manœuvre ou d'aller vers un aéroport de dégagement. L'Organisation de l'aviation civile internationale (OACI) stipule dans son annexe 14 l'éclairage nécessaire sur une piste selon les valeurs de PVP. De plus, les relevés de visibilité PVP aident lors de l'émission d'instructions par le contrôleur aérien afin d'éviter les interactions avec les opérations dans les zones critiques du système d'atterrissage aux instruments (ILS) aux aéroports contrôlés.
Les valeurs obtenues par plusieurs appareils, ou par un observateur, le long de la piste peuvent facilement varier de l'un à l'autre. Le pilote doit en être informé afin d'être vigilant à propos de la portée visuelle réelle qu'il rencontrera. Il doit aussi être conscient que c'est la visibilité oblique qu'il perçoit tant qu'il est dans les airs et que celle-ci peut être différente de la PVP en cas de bancs de brouillard minces.